# خوبان
خوبان روستای کوچکی ست در منطقه الموت که جزو روستاهای الموت بالا محسوب می‌شود. این روستا بسیار زیباست و آب هوای خوبی دارد؛ خوبان بر روی شیب‌های دو طرف یک دره واقع شده است و به همین دلیل فضایی بسته و محدود دارد. این روستا از شمال به رودخانه شاهرود متصل است و از جنوب شرقی به روستای بالاروچ و از جنوب غربی به روستای پایین روچ و از غرب به روستای کشکدشت و یارفی و از شرق به روستای زوارک منتهی می‌شود.